# マンダリン・オリエンタル香港

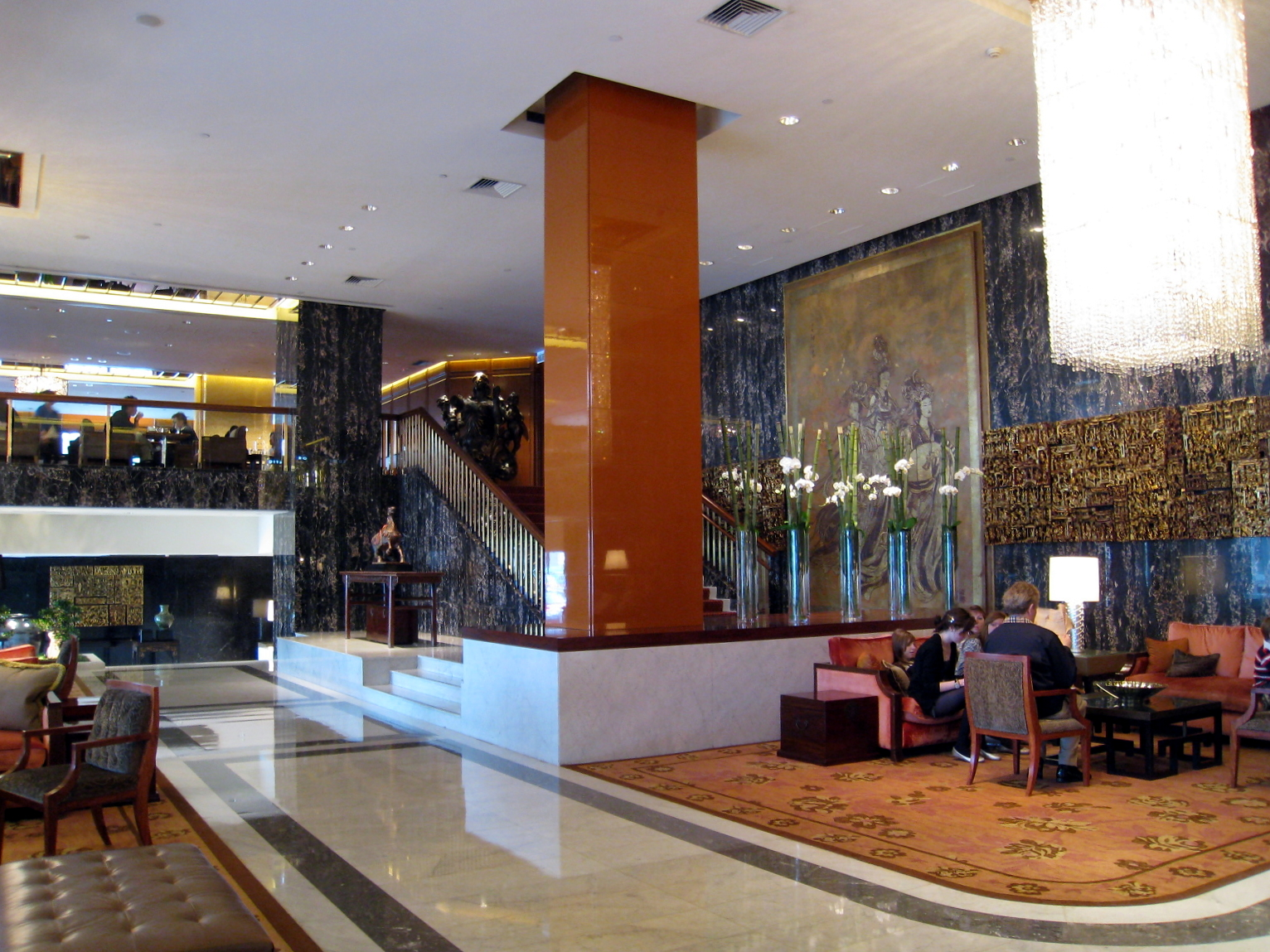
ロビー

マンダリン オリエンタル 香港(Mandarin Oriental Hong Kong、香港文華東方酒店)は、香港の中環にある高級ホテル。運営はマンダリン・オリエンタルホテルグループ（ジャーディン・マセソン・グループの傘下）。

## 特徴
ジャーディン・マセソン社の本社跡に1963年に開業したホテル。現在香港にあるホテルの中で、ザ・ペニンシュラ香港、インペリアル・ホテル(帝国酒店、帝国ホテルとは無関係)、パーク・ホテル(百楽酒店)の次に開業が古く、香港島にあるホテルの中では一番開業が古い。開業当時の名称はマンダリン・ホテルであった。高さは91m。
同ホテルは香港の政治・経済の中心地である中環地区にあるため、ビジネス目的での宿泊客の割合が高い。ちなみにザ・ペニンシュラ香港は、観光目的での宿泊客の割合が高い。
ロビーには黒の大理石が使われ、落ち着いた渋みのある雰囲気をもたらす。
2003年4月1日にレスリー・チャンが飛び降り自殺したホテルで、それ以来命日には多くのファンが同ホテルの門前にて追悼式を行い、在りし日を偲んでいる。
2005年12月28日から全面改装のため一時休館し、翌2006年9月28日に再開された。かつては全室にバルコニーが付いていたが、レスリー・チャンの自殺により重要視された安全性の確保や香港の他の最高級ホテルとの競合が難しくなり客室を広くする必要性が生じたため、バルコニーがなくなった。
改装により客室数は541室から502室に減少したが、1室あたりの面積は格段に広くなった。一番狭い客室の面積は約32平方メートルである。全室にCDプレーヤーが付いている。

## 設備
- マンダリングリル+バー(Mandarin Grill+Bar)　シーフード
- 文華(Man Wah)　広東料理
- クリュッグ ルーム(The Krug Room)　定員10名のプライベートダイニングルーム
- Mバー(M Bar)　バー
- キャプテンズ バー(The Captain's Bar)　バー
- ピエール(Pierre)　ピエール・ガニェールがプロデュースするフランス料理
- カフェ コゼット(Café Causette)　軽食
- クリッパー ラウンジ(The Clipper Lounge)　ハイティー
- チネリー バー(The Chinnery Bar)　バー
- マンダリン ケーキ ショップ(The Mandarin Cake Shop)　ケーキ
- マンダリン スパ(The Mandarin Spa)　スパ
- プール　屋内に1か所

など

## 参照
- マンダリン・オリエンタルホテルグループ
- ジャーディン・マセソン